# Саккони, Джузеппе
Джузеппе Саккони (итал. Giuseppe Sacconi, 5 июля 1854, Монтальто-делле-Марке — 23 сентября 1905, Пистойя) — итальянский архитектор. Известен прежде всего как создатель памятника королю Виктору Эммануилу II (Altare della Patria) в центре Рима, — произведения, которому он посвятил двадцать лет своей жизни.

## Биография
Джузеппе Саккони был сыном графа Луиджи Саккони и дворянки Терезы Масси, изучал прикладное искусство в Фермо (регион Марке), в Институте искусств и ремёсел «Монтани» (Istituto per le arti e i mestieri «Montani»). По окончании учёбы поступил на курс архитектуры Института изящных искусств в Риме (Istituto delle Belle Arti di Roma). В 1874 году Саккони получил стипендию для продолжения образования. Работал в мастерской Луки Каримини, главного архитектора Рима, занимался реставрацией многих известных памятников архитектуры.
В 1884 году Джузеппе Саккони принял участие во втором международном конкурсе на Национальный памятник королю Виктору Эммануилу II в Риме (Monumento Nazionale a Vittorio Emanuele II), более известном как «Витториано», или «Алтарь Отечества» (Altare della Patria). Саккони выиграл конкурс, и с этого момента он посвятил все свои силы созданию символа Рима, новой столицы объединённой Италии. Он заботился о каждой мелочи, прорисовывая все детали конструкции и композиции памятника. Работы, начатые в 1885 году, занимали всю его жизнь и были завершены через много лет после его смерти.
Витториано до настоящего времени рассматривается как важный этап поиска художественного стиля, который был призван выразить национальную гордость итальянцев после создания в 1861 году Королевства Италия. «Это соединение свободы, эклектики и неоклассицизма». Поиски стиля новой архитектуры Италии проходили не без влияния концепции архитектора и теоретика Камилло Бойто, который считал, что национальная классика, в том числе искусство римской античности, итальянского средневековья и современного неоклассицизма, могут послужить эстетической и идейной основой нового единства нации. Дискуссии вызвало и место возведения монумента в самом центре Рима, рядом с Капитолием.
Вслед за проектом Витториано, Саккони поручили реконструкцию рядом расположенной Площади Венеции. Джузеппе Саккони также спроектировал надгробие короля Умберто I и королевы Маргариты Савойской в римском Пантеоне. Примечательна работа Саккони по восстановлению базилики Святого Дома в Лорето, где он сотрудничал со своим учеником Гвидо Чирилли.

## Основные работы
- Реставрация церкви XVI века Санта-Мария-ди-Лорето в Риме (1867—1873).
- Национальный памятник королю Виктору Эммануилу II в Риме (1885—1935).
- Здание Страхового общества на Пьяцца Венеция в Риме (1902—1907), завершено Гвидо Чирилли.
- Восстановление базилики Сан-Пауло-Фуори-ле-Мура в Риме (1890—1910), совместно с Дж. Кальдерини.
- Реставрация Собора в Анконе (1883).
- Реставрация базилики Санта Каза в Лорето.
- Надгробие короля Умберто I и королевы Маргариты Савойской в римском Пантеоне.
- Реставрация церкви Санта-Мария-ди-Портоново в Анконе.
- Другие реставрационные работы: базилика Сан-Франческо в Ассизи, Палаццо деи Приори в Перудже, в муниципальных дворцах (Риети и Тоди), Палаццо деи Консоли (Губбио), Замок Малатесты в Градара (Марке).